# بطولة العالم 1895
بطولة العالم 1895 (بالإنجليزية: 1895 World Championship)‏ هي عبارة عن مباراة كرة قدم أقيمت على تاينكاسل بارك في 27 أبريل 1895 بين الفائز في بالدوري الإنجليزي 1894–95، نادي سندرلاند، والفائز بالدوري الاسكتلندي 1894–95، هارت أوف ميدلوثيان. وفاز بالمباراة سندرلاند 5–3.
غالبًا ما كان عامل المنجم الثري صامويل تيزاك، الذي قام جنبًا إلى جنب مع شركة بناء السفن روبرت تورنبول بتمويل جانب سندرلاند المعروف باسم «فريق جميع المواهب»، غالبًا ما يتظاهر بأنه كاهن أثناء البحث عن لاعبين في اسكتلندا، حيث أثارت سياسة التوظيف بسندرلاند في اسكتلندا غضب العديد من المشجعين الاسكتلنديين. في الواقع، تألفت تشكيلة سندرلاند في بطولة العالم لعام 1895 بالكامل من لاعبين اسكتلنديين – كان اللاعبون الاسكتلنديون الذين انتقلوا إلى إنجلترا للعب بشكل احترافي في تلك الأيام معروفين بأساتذة سكوتش [الإنجليزية].
لم تكن المباراة هي أول مباراة في «بطولة العالم» بين الجانبين الإنجليزي والإسكتلندي. وكانت هذه ثاني مسابقة من نوعها للأندية يفوز بها فريق إنجليزي، وكان الفائزون السابقون هم أستون فيلا ونادي رينتون (كلا الفائزين بكأس اسكتلندا وكأس الاتحاد الإنجليزي، حيث لم يتم إنشاء الدوريات في ذلك الوقت). كانت البطولات الاسكتلندية والإنجليزية بارزة في العالم في ذلك الوقت. ومع ذلك، كانت هذه هي المباراة الأولى على الإطلاق بين أبطال دوريين مختلفين.
كانت هذه هي البطولة الدولية الوحيدة التي فاز بها سندرلاند. بعد ذلك شاركوا في كأس الدوري البريطاني [الإنجليزية] في عام 1902 وكأس معرض الإمبراطورية [الإنجليزية] في عام 1938 ولكنهم خرجوا في وقت مبكر من تلك المسابقات.

## الفرق المشاركة
| الفريق             | طريقة التأهل                                        |
| ------------------ | --------------------------------------------------- |
| سندرلاند           | بطل الدوري الإنجليزي لكرة القدم 1894–95             |
| هارت أوف ميدلوثيان | بطل دوري كرة القدم الاسكتلندي الدرجة الأولى 1894–95 |

## تفاصيل المباراة
| هارت أوف ميدلوثيان | 3–5            | سندرلاند                        |
| ------------------ | -------------- | ------------------------------- |
| تايلور · ماكلارين  | تقرير المباراة | جونستون · كامبل · ميلار · هارفي |

| هارت أوف ميدلوثيان | سندرلاند |

|    |  |               |  |
|    |  |               |  |
| GK |  | جوك فيربيرن   |  |
| DF |  | بارني باتلز   |  |
| DF |  | جيمس ميرك     |  |
| MF |  | ألكسندر هول   |  |
| MF |  | بوب ماكلارين  |  |
| MF |  | جورج هوغ      |  |
| FW |  | فيلي تايلور   |  |
| FW |  | توماس تشامبرز |  |
| FW |  | فيلي ميخائيل  |  |
| FW |  | جورج سكوت     |  |
| FW |  | دافي بيرد     |  |

|    |  |              |  |
|    |  |              |  |
| GK |  | نيد دويج     |  |
| DF |  | روبرت مكنيل  |  |
| DF |  | دونالد جاو   |  |
| MF |  | بيلي دنلوب   |  |
| MF |  | جون أولد     |  |
| MF |  | هاري جونستون |  |
| FW |  | جيمي هانا    |  |
| FW |  | جيمس غيليسبي |  |
| FW |  | جون هارفي    |  |
| FW |  | جون كامبل    |  |
| FW |  | جيمي ميلار   |  |